# Электростатический потенциал
Электростати́ческий потенциа́л — физическая величина, служащая скалярной энергетической характеристикой электростатического поля и для конкретной рассматриваемой точки {\displaystyle \mathbf {r} } равная потенциальной энергии {\displaystyle W} пробного заряда, помещённого в данную точку, отнесённой к величине {\displaystyle q^{*}} этого заряда. 
Обозначается символом {\displaystyle \varphi }, в СИ измеряется в вольтах. 
Наряду с напряжённостью {\displaystyle \mathbf {E} } электростатического поля является средством его количественного описания. Связан с {\displaystyle \mathbf {E} } формулой {\displaystyle \mathbf {E} =-\nabla \varphi }, где {\displaystyle \nabla } — оператор набла. 
Важнейшим физическим соотношением, в котором фигурирует электростатический потенциал, является уравнение Пуассона, для однородной среды имеющее вид {\displaystyle \Delta \varphi =-{\frac {\rho }{\varepsilon _{0}\varepsilon }}} ({\displaystyle \rho } — плотность заряда, {\displaystyle \varepsilon _{0}} — электрическая постоянная, {\displaystyle \varepsilon } — диэлектрическая проницаемость, {\displaystyle \Delta } — оператор Лапласа), широко применяемое для расчёта профилей потенциала {\displaystyle \varphi (\mathbf {r} )} в пространстве.
За пределами электростатики, при наличии переменных электрического и магнитного полей, вместо одного электростатического используются два потенциала: скалярный и векторный.

## Определение
Электростатический потенциал равен отношению потенциальной энергии взаимодействия пробного заряда с электростатическим полем к величине этого заряда:
{\displaystyle \varphi ={\frac {W}{q^{*}}}}.
Напряжённость электростатического поля {\displaystyle \mathbf {E} } и потенциал {\displaystyle \varphi } связаны соотношением
{\displaystyle \int \limits _{1}^{2}\mathbf {E} \cdot \mathbf {dl} =\varphi _{1}-\varphi _{2}},
где интегрирование осуществляется вдоль произвольной кривой от точки 1 до точки 2; ввиду гарантированной потенциальности электростатического поля, результат интегрирования от выбора кривой не зависит. Обратное соотношение выглядит как
{\displaystyle \mathbf {E} =-\nabla \varphi }.
В правой части стоит минус градиент потенциала — вектор с компонентами, равными частным производным потенциала по соответствующим декартовым координатам, взятый с противоположным знаком.

## Неоднозначность
Поскольку электростатический потенциал (как и потенциальная энергия) определён с точностью до произвольной постоянной, то есть с точностью до замены  
{\displaystyle \varphi \to \varphi +{\rm {const}}},
и реально измеряемые величины — такие как напряжённости поля, силы, работы — не зависят от выбора константы, непосредственный физический смысл (по крайней мере, пока речь не идёт о квантовых эффектах) имеет не сам электростатический потенциал, а разность потенциалов
{\displaystyle \varphi _{1}-\varphi _{2}={\frac {A_{f}^{q^{*}1\to 2}}{q^{*}}}},
где {\displaystyle \varphi _{1}}, {\displaystyle \varphi _{2}} — потенциалы в точках 1 и 2, {\displaystyle A_{f}^{q^{*}1\to 2}=q^{*}\int _{1}^{2}\mathbf {E} d\mathbf {l} } — работа, совершаемая полем при переносе пробного заряда {\displaystyle q^{*}} из точки 1 в точку 2.
При этом считается, что все остальные заряды при такой операции «заморожены» — то есть неподвижны во время перемещения заряда {\displaystyle q^{*}} (имеется в виду, скорее, воображаемое, а не реальное перемещение, хотя в случае, если остальные заряды действительно закреплены — или пробный заряд исчезающе мал по величине, чтобы не вносить заметного возмущения в положения других, и переносится достаточно быстро, чтобы остальные заряды не успели заметно переместиться за это время, — формула оказывается верной и для вполне реальной работы при реальном перемещении).
Для снятия неоднозначности выбора константы в потенциале используются какие-нибудь «естественные» условия. Например, часто потенциал определяют таким образом, чтобы он был равен нулю на бесконечности для любого точечного заряда — и тогда это же условие на бесконечности выполнится для любой конечной системы зарядов, а над произвольностью выбора константы можно не задумываться.

## Единицы измерения
Измерению подлежит не потенциал, а разность потенциалов. В СИ за единицу разности потенциалов принимают вольт (В).
1 В = 1 Дж/Кл.
Разность потенциалов между двумя точками поля равна одному вольту, если для перемещения между ними заряда в один кулон нужно совершить работу в один джоуль: 1 В = 1 Дж/Кл (L²MT−3I−1).
В СГС единица измерения потенциала не получила специального названия. Разность потенциалов между двумя точками равна одной единице потенциала СГСЭ, если для перемещения между ними заряда величиной одна единица заряда СГСЭ нужно совершить работу в один эрг.
Приближённое соответствие между величинами: 1 В = 1/300 ед. потенциала СГСЭ.

## Использование термина
Электростатический потенциал — специальный термин для возможной замены общего термина электродинамики скалярный потенциал в частном случае электростатики (исторически электростатический потенциал появился первым, а скалярный потенциал электродинамики — его обобщение). Употребление термина электростатический потенциал определяет собой наличие именно электростатического контекста. Если такой контекст уже очевиден, часто говорят просто о потенциале без уточняющих прилагательных.
Широко используемые термины напряжение и электрический потенциал имеют несколько иной смысл, хотя нередко используются неточно как синонимы электростатического потенциала. В отсутствие меняющихся магнитных полей напряжение равно разности потенциалов.
Ещё одним термином, часто используемым как заменитель электростатического потенциала, является кулоновский потенциал, хотя эти термины несколько различаются по оттенку и преимущественной области применения. А именно, слово кулоновский используется для акцентуации типа зависимости потенциала ({\displaystyle \sim 1/r}) от расстояния от точечного источника; иногда это же слово используется даже для гравитационного потенциала в теории тяготения Ньютона (хотя последний чаще всё же называют ньютоновским, так как он был изучен в целом раньше).

## Вычисление

### Закон Кулона
При заданном распределении зарядов в пространстве электростатический потенциал может быть рассчитан с использованием закона Кулона.
Формула электростатического (кулоновского) потенциала одного точечного заряда, размещённого в точке {\displaystyle \mathbf {r_{q}} } в вакууме:
{\displaystyle \varphi (\mathbf {r} )=k{\frac {q}{|\mathbf {r} -\mathbf {r_{q}} |}}},
где через {\displaystyle k} обозначен коэффициент, зависящий от системы единиц измерения — например, в СИ:
{\displaystyle k={\frac {1}{4\pi \varepsilon _{0}}}} = 9·109 В·м/Кл,
{\displaystyle q} — величина заряда, создающего электростатическое поле.
Можно показать, что эта формула верна не только для точечных зарядов, но и для любого сферически симметричного заряда конечного размера, например, равномерно заряженного шара, правда, только в свободном от заряда пространстве — то есть, например, над поверхностью шара, а не внутри его. Кулоновский потенциал в приведённом выше виде используется в формуле кулоновской потенциальной энергии (потенциальной энергии взаимодействия системы электростатически взаимодействующих зарядов): {\displaystyle W=\sum _{i<j}k{\frac {q_{i}q_{j}}{r_{ij}}}={\frac {1}{2}}\sum _{i\neq j}k{\frac {q_{i}q_{j}}{r_{ij}}}}, где {\displaystyle r_{i,j}} — расстояние между зарядами {\displaystyle q_{i}} и {\displaystyle q_{j}}.
Для распределения зарядов формула может быть обобщена с заменой {\displaystyle q} на элемент заряда {\displaystyle dq} с последующим интегрированием по всем таким элементам. Электростатический потенциал в точке {\displaystyle \mathbf {r} }, создаваемый распределённым зарядом, запишется как:
{\displaystyle \varphi (\mathbf {r} )={\frac {1}{4\pi \varepsilon _{0}}}\int {\frac {dq(\mathbf {r'} )}{|\mathbf {r} -\mathbf {r'} |}}},
где заряд {\displaystyle dq} обычно записывается как {\displaystyle \rho (\mathbf {r'} )dV'} (и интегрирование тогда выполняется по объёму), но в ряде задач может задаваться как {\displaystyle \sigma (\mathbf {r'} )dS'} (если заряд поверхностный, [{\displaystyle \sigma }] = Кл/м2, интегрирование по площади) или как {\displaystyle \lambda (\mathbf {r'} )dl'} (заряд линейный [{\displaystyle \lambda }] = Кл/м, интеграл по линии). Интегрирование во всех случаях выполняется по величинам, обозначенным со штрихом.

### Уравнение Пуассона
Одним из основных методов расчёта электростатического потенциала является решение уравнения Пуассона (в области без зарядов — уравнения Лапласа). Такое уравнение получается с использованием соотношения {\displaystyle \mathbf {E} =-\nabla \varphi }, которое подставляется в выражение теоремы Гаусса для напряжённости поля. Для вакуума это выражение в единицах системы СИ имеет вид {\displaystyle \nabla \cdot \mathbf {E} =\rho /\varepsilon _{0}}, откуда получается
{\displaystyle {\nabla }^{2}\varphi =-{\rho  \over \varepsilon _{0}}},
где {\displaystyle \rho } — объёмная плотность заряда (в кулонах на кубический метр), а {\displaystyle \varepsilon _{0}} — электрическая постоянная (в фарадах на метр). Квадрат дифференциального оператора набла ({\displaystyle \nabla }) переобозначается символом {\displaystyle \Delta } и носит название оператора Лапласа. 
Если среда отлична от вакуума, то вид выражения теоремы Гаусса меняется на {\displaystyle \mathbf {\nabla } \cdot (\varepsilon \mathbf {E} )=\rho /\varepsilon _{0}}, где {\displaystyle \varepsilon } обозначает диэлектрическую проницаемость, вообще говоря, координатно-зависимую. При этом уравнение Пуассона обретает вид
{\displaystyle {\nabla }\cdot \left(\varepsilon \nabla \varphi \right)=-{\rho  \over \varepsilon _{0}}}.
При однородном {\displaystyle \varepsilon } во всём пространстве это выражение превращается в «вакуумное» с заменой там {\displaystyle \varepsilon _{0}} на {\displaystyle \varepsilon _{0}\varepsilon }.

## В электродинамике
За пределами электростатики, в электродинамике, в общем случае поля меняются со временем {\displaystyle t}. Согласно уравнениям Максвелла, переменное во времени магнитное поле порождает переменное электрическое и наоборот.
Когда наличествуют изменяющиеся во времени магнитные поля, электрическое поле не может быть описано в терминах электростатического потенциала {\displaystyle \varphi }, поскольку оно в таких условиях не является консервативным: интеграл {\displaystyle \textstyle \int _{1}^{2}\mathbf {E} \cdot \mathrm {d} {\boldsymbol {l}}} зависит от пути (ввиду {\displaystyle \mathbf {\nabla } \times \mathbf {E} \neq \mathbf {0} }, см. закон индукции Фарадея).
В таком случае вводятся два потенциала — скалярный и векторный. Последний обозначается буквой {\displaystyle \mathbf {A} } и связан с магнитным полем {\displaystyle \mathbf {B} } как 
{\displaystyle \mathbf {B} =\mathbf {\nabla } \times \mathbf {A} }.
Согласно одному из уравнений Максвелла, представляющему закон Фарадея, выполняется
{\displaystyle \nabla \times \mathbf {E} =-{\frac {\partial B}{\partial t}}=-{\frac {\partial }{\partial t}}\left[\nabla \times \mathbf {A} \right]},
откуда следует, что комбинация {\displaystyle \mathbf {E} +\partial \mathbf {A} /\partial t} является консервативным полем (ротор этой величины равен нулю). Эта величина может быть объявлена «минус градиентом» некоего скалярного потенциала «{\displaystyle -\nabla \phi }». Следовательно, оказывается
{\displaystyle \mathbf {E} =-\mathbf {\nabla } \phi -{\frac {\partial \mathbf {A} }{\partial t}}},
где {\displaystyle \phi } — скалярный потенциал, определённый консервативным полем, включающим вместе с {\displaystyle \mathbf {E} } ещё и дополнительный член — производную {\displaystyle \partial \mathbf {A} /\partial t}.
Электростатический потенциал — частный случай этого определения, где {\displaystyle \mathbf {A} } не зависит от времени. С другой стороны, для изменяющихся во времени полей
{\displaystyle -\int _{1}^{2}\mathbf {E} \cdot \mathrm {d} {\boldsymbol {l}}\neq \phi _{2}-\phi _{1}},
в отличие от электростатики. 
Очень часто для {\displaystyle \phi } используется «электростатический» символ {\displaystyle \varphi }, однако вне электростатического контекста смысл величины {\displaystyle \varphi } становится иным. Она может называться скалярным потенциалом электромагнитного поля, но не электростатическим потенциалом. Существует возможность записи уравнений Максвелла в терминах потенциалов {\displaystyle \varphi } и {\displaystyle \mathbf {A} }, вместо полей.